# Lenz János Nepomuk
Lenz János Nepomuk (Pozsony, 1843. szeptember 24. – Budapest, 1913. április 13.) budapesti gyümölcs-, fűszer, és gyarmatárú nagykereskedő, a Lenz testvérek cég társtulajdonosa, a Ferenc József-rend lovagja.

## Élete

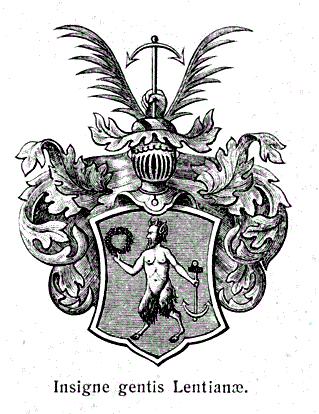
Lenz család címere

A római katolikus jómódú régi nagypolgári Lenz családban született, amely a családi legendárium szerint a svájci Lenzburgból vándorolt el a Magyar Királyságba; Lenz János két fivérével együtt felemelte a családját az ismeretlenségből. Apja Lenz József (1819–1863), pozsonyi kőfaragó mester (Steinmetz, magister lapicida), bérház tulajdonos, anyja az osztrák származású római katolikus pozsonyi születésű Skoff Jozefa (1824–1898) volt. Lenz Jánosnak még két öccse volt: Lenz Gyula (1848–1910) és Lenz Ferenc (1851–1926), kereskedelmi tanácsos, akikkel apjuk elhunyta után gyümölcs- és fűszer kereskedő céget hozott létre. A három Lenz testvér Pest-Budára költözve a „Lenz Testvérek” nevű céget, egy déligyümölcs-, fűszer- és élelmiszer- (Südfrüchte Händler) kereskedő vállalatot 1877. október elsején közkereseti társaságként alapították meg Budapesten, az üzemét 1864-ben hozták létre.
A Lenz Testvérek cég társtulajdonosai 1889-től 1911-ig hivatalosan Lenz Ferenc és Lenz Gyula fivérek voltak; 1911-től, pedig özvegy Lenz Gyuláné Gömöry Anna (1874–1946) kereskedő asszony volt a cégtulajdonosa és vezetője. Lenz János és testvérei, nem csak a vagyonát gyarapították a 19. század végén de a Magyar Királyságban a kereskedelmét fejlesztették; a fivérek a magyar gyümölcsök exportálásának a gyarapításában nagy érdemmel éltek, ahogy a külföldi fűszerek és gyümölcsök behozatalában is. A század fordulóra a Lenz család összesen 5 bérházat birtokolt a fővárosban, és a cég központja a Petőfi tér 4-es szám alatti épületben helyezkedett el. 1905. február 8-án az uralkodó személye körüli magyar miniszter előterjesztése folytán Lenz János Nepomuk budapesti gyarmatárú-kereskedőnek, a kereskedelmi téren szerzett érdemei elismeréséül, a Ferenc József-rend lovagkeresztjét adományozta Ferenc József magyar király; 1905. februárjában, dr. Falk Miksa, a Magyarországi Hírlapírók Nyugdíjintézetének az elnöke levelet kapott Lenz Jánostól, a "Lenz Testvérek" déligyümölcs nagykereskedői kiviteli és behozatali cég beltagjától, amely szerint a Ferenc József-rend lovagkeresztjével történt kitüntetése alkalmából 500 koronát adott adományként a Magyarországi Hírlapírók Nyugdíjintézete javára. Habár az utolsó éveiben Lenz János visszavonult a kereskedelmi pályáról, cserébe igen tevékeny és karitatív társadalmi életet élt.
Lenz János Nepomuk élete végéig nőtlen maradt; 1913. április 13.-án hunyt el Budapesten. Unokaöccse, Lenz Gyuláné Gömöry Annának fia, Lenz József (1897–1965), tartalékos huszárszázados, kereskedelmi tanácsos, nagykereskedő, földbirtokos vitte tovább a családi vállalkozást és jelentős szerepet töltött be a magyar gyümölcs kereskedelmében a két világháború közti korszakban.